# Херман фон Мюленарк
Херман фон Мюленарк (на немски: Hermann (III) von Müllenark-Tomberg; * пр. 1264; † между 11 август 1294 и 24 август 1296) от рода на господарите фон Мюленарк е фогт на замък Томбург при Райнбах при Бон и господар на Мюленарк в Северен Рейн-Вестфалия.

## Произход
Той е син на Конрад фон Мюленарк-Томбург († 1265) и втората му съпруга фон Зафенберг, дъщеря на Вилхелм фон Дик-Зафенберг († 1252) и съпругата му фон Зафенберг. Внук е на Херман фон Мюленарк, кастелан на Томбург († сл. 1238). Правнук е на Конрад фон Дист, господар на Мюленарк († сл. 1216) и фон Зафенберг. Праправнук е на Арнолд II фон Дист († 1163), губернатор на Брабант, и Хелвига ван Гримберген († сл. 1163). Роднина е на Хайнрих I фон Мюленарк († 1238), архиепископ на Кьолн (1225 – 1238). По-малък полубрат е на Вилем фон Мюленарк, господар на Енгелсдорф (* ок. 1215).
От 1090 до 1230 г. господарите фон Мюленарк са господари на замък Томбург. През 1253 г. баща му Конрад фон Мюленарк († 1265) получава от граф Дитрих IV фон Клеве († 1260) правото на бургграф на Томбург. Те се наричат оттогава „фон Томбург“.

## Фамилия
Херман фон Мюленарк се жени пр. 25 ноември 1275 г. за Мехтилд фон Вирнебург († сл. 1302), дъщеря на граф Хайнрих I фон Вирнебург († сл. 1298) и Понцета фон Оберщайн († 1311). Тя е сестра на Хайнрих II († 1332), архиепископ и курфюрст на Кьолн (1304 – 1332). Те имат децата:
- Конрад II фон Мюленарк († 7 юли 1326), господар на Томбург, женен I. за Мехтилдис, II. пр. 18 януари 1323 г. за Рикардис фон Щолберг († сл. 1324), дъщеря на Вилхелм IV фон Щолберг-Зетерих († 1304) и Мехтилд фон Райфершайт († сл. 1304)
- Еберхард фон Мюленарк († 27 октомври 1330), приор на орден, женен на 7 юли 1326 г. за Мария фон Фалкенбург († сл. 20 септември 1365), дъщеря на Райнолд I фон Фалкенбург-Моншау († 1333) и Мария фон Боутерсем († 1317)
- Вернер фон Томберг († сл. 1314)
- Валрам фон Томберг († сл. 1339)
- Рупрехт фон Томберг († сл. 1338)